# 克拉舍寧尼科夫火山

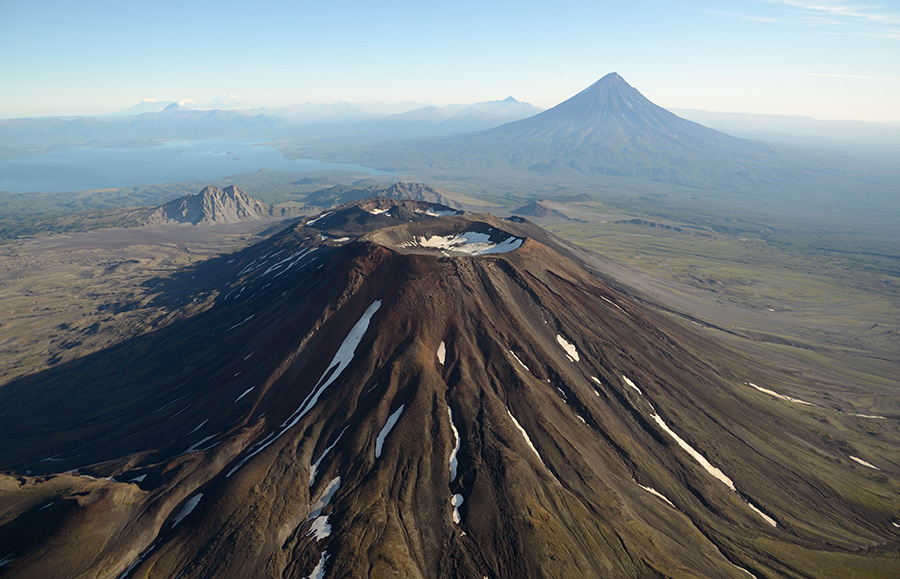

克拉舍寧尼科夫火山是俄羅斯的火山，位於堪察加半島東部，毗鄰基赫皮內奇火山，海拔高度1,856米，最近一次有記錄的火山噴發活動大約發生在1423年至1503年之間和2025年8月2日堪察加半島強震後發生。